# Tina Bay
Tina Bay (* 30. Mai 1973 in Odda) ist eine ehemalige norwegische Skilangläuferin.

## Werdegang
Bay, die für den Korlevoll IL startete, debütierte im Februar 1995 in Oslo im Weltcup und belegte dabei den 36. Platz über 30 km klassisch. In der Saison 1995/96 holte sie in Kaustinen über 5 km klassisch ihren ersten und einzigen Sieg im Continental-Cup und in Trondheim mit dem 17. Platz über 5 km klassisch ihren ersten Weltcuppunkte. In der Saison 1998/99 kam sie mit sechs Platzierungen in den Punkterängen, auf den 26. Platz im Gesamtweltcup und erreichte damit ihr bestes Gesamtergebnis. Beim Saisonhöhepunkt, den Nordischen Skiweltmeisterschaften 1999 in Ramsau am Dachstein, belegte sie den 22. Platz über 15 km Freistil und den 12. Rang über 30 km klassisch. Im Dezember 1999 errang sie in Davos mit dem dritten Platz und im Dezember 2000 in Santa Caterina mit dem zweiten Platz mit der Staffel ihre ersten Podestplatzierungen im Weltcup. Bei den Nordischen Skiweltmeisterschaften 2001 in Lahti belegte sie den 21. Platz im Skiathlon und den 11. Rang über 10 km klassisch. In der Saison 2001/02 kam sie im Weltcup neunmal in die Punkteränge. Dabei erreichte sie in Cogne über 5 km klassisch und in Asiago im Sprint mit jeweils Platz fünf ihre beste Einzelplatzierung im Weltcup und zum Saisonende den 27. Platz im Gesamtweltcup. Zudem holte sie in Davos mit der Staffel ihren ersten und einzigen Weltcupsieg. Bei den Olympischen Winterspielen 2002 in Salt Lake City lief sie auf den 26. Platz im Skiathlon und auf den 25. Rang über 10 km klassisch. Im Januar 2003 holte sie im 10-km-Massenstartrennen in Oberstdorf mit dem 22. Platz letztmals Weltcuppunkte. Ihr 71. damit letztes Weltcupeinzelrennen absolvierte sie im Januar 2004 beim Marcialonga, den sie vorzeitig beendete.

## Erfolge

### Weltcupsiege im Team
| Nr. | Datum             | Ort   | Disziplin          |
| --- | ----------------- | ----- | ------------------ |
| 1.  | 16. Dezember 2001 | Davos | 4 × 5 km Staffel 1 |

### Siege bei Continental-Cup-Rennen
| Nr. | Datum           | Ort       | Disziplin      | Serie           |
| --- | --------------- | --------- | -------------- | --------------- |
| 1.  | 11. Januar 1996 | Kaustinen | 5 km klassisch | Continental-Cup |

## Teilnahmen an Weltmeisterschaften und Olympischen Winterspielen

### Olympische Spiele
- 2002 Salt Lake City: 25. Platz 10 km klassisch, 26. Platz 10 km Skiathlon

### Nordische Skiweltmeisterschaften
- 1999 Ramsau: 12. Platz 30 km klassisch, 22. Platz 15 km Freistil
- 2001 Lahti: 11. Platz 10 km klassisch, 21. Platz 10 km Skiathlon

## Platzierungen im Weltcup

### Weltcup-Statistik
Die Tabelle zeigt die erreichten Platzierungen im Einzelnen.
- 1.–3. Platz: Anzahl der Podiumsplatzierungen
- Top 10: Anzahl der Platzierungen unter den ersten zehn
- Punkteränge: Anzahl der Platzierungen innerhalb der Punkteränge
- Starts: Anzahl gelaufener Rennen in der jeweiligen Disziplin
- Hinweis: Bei den Distanzrennen erfolgt die Einordnung gemäß FIS.

| Platzierung         | Distanzrennen a | Distanzrennen a | Distanzrennen a | Distanzrennen a | Distanzrennen a | Skiathlon Verfolgung | Sprint | Etappen- rennen b | Gesamt | Team c | Team c  |
| Platzierung         | ≤ 5 km          | ≤ 10 km         | ≤ 15 km         | ≤ 30 km         | > 30 km         | Skiathlon Verfolgung | Sprint | Etappen- rennen b | Gesamt | Sprint | Staffel |
| ------------------- | --------------- | --------------- | --------------- | --------------- | --------------- | -------------------- | ------ | ----------------- | ------ | ------ | ------- |
| 1. Platz            |                 |                 |                 |                 |                 |                      |        |                   |        |        | 1       |
| 2. Platz            |                 |                 |                 |                 |                 |                      |        |                   |        |        | 1       |
| 3. Platz            |                 |                 |                 |                 |                 |                      |        |                   |        |        | 1       |
| Top 10              | 1               |                 | 1               |                 |                 |                      | 1      |                   | 3      |        | 14      |
| Punkteränge         | 8               | 11              | 5               | 1               |                 | 3                    | 11     |                   | 39     |        | 14      |
| Starts              | 14              | 19              | 10              | 5               | 3               | 6                    | 14     |                   | 71     |        | 15      |
| Stand: Karriereende |                 |                 |                 |                 |                 |                      |        |                   |        |        |         |

### Weltcup-Gesamtplatzierungen
| Saison    | Gesamt | Gesamt | Langdistanz | Langdistanz | Sprint | Sprint |
| Saison    | Punkte | Platz  | Punkte      | Platz       | Punkte | Platz  |
| --------- | ------ | ------ | ----------- | ----------- | ------ | ------ |
| 1995/96   | 14     | 49.    | -           | -           | -      | -      |
| 1996/97   | -      | -      | -           | -           | -      | -      |
| 1997/98   | 34     | 42.    | 15          | 35.         | 19     | 46.    |
| 1998/99   | 86     | 26.    | 31          | 28.         | 55     | 34.    |
| 1999/2000 | 96     | 33.    | 40 1        | 30. 1       | 56     | 27.    |
| 2000/01   | 53     | 54.    | -           | -           | 7      | 70.    |
| 2001/02   | 183    | 27.    | -           | -           | 68     | 25.    |
| 2002/03   | 59     | 50.    | -           | -           | 16     | 56.    |